# Куцівська сільська рада (Смілянський район)
Ку́цівська сільська́ ра́да — адміністративно-територіальна одиниця та орган місцевого самоврядування у Смілянському районі Черкаської області. Адміністративний центр — село Куцівка.

## Загальні відомості
- Населення ради: 840 осіб (станом на 2001 рік)

## Населені пункти
Сільській раді підпорядковані населені пункти:
- с. Куцівка

## Склад ради
Рада складалася з 14 депутатів та голови.
- Голова ради:
- Секретар ради: Вовк Меланія Андріянівна

### Керівний склад попередніх скликань
| Прізвище, ім'я, по батькові | Основні відомості                                                                     | Дата обрання | Дата звільнення |
| --------------------------- | ------------------------------------------------------------------------------------- | ------------ | --------------- |
| Волошин Ігор Іванович       | Сільський голова, 1971 року народження, член Всеукраїнського об'єднання «Батьківщина» | 26.03.2006   | 31.10.2010      |

Примітка: таблиця складена за даними сайту Верховної Ради України

### Депутати
За результатами місцевих виборів 2010 року депутатами ради стали:

#### За суб'єктами висування
| Суб'єкт висування | Кількість обраних депутатів | %   |
| ----------------- | --------------------------- | --- |
| Самовисування     | 14                          | 100 |

#### За округами
| № округу | Прізвище, ім'я, по батькові   | Дата визнання обраним | Освіта  | Партійна приналежність | Відомості про обраного депутата                       |
| -------- | ----------------------------- | --------------------- | ------- | ---------------------- | ----------------------------------------------------- |
| 1        | Поляруш Юрій Андрійович       | 08.11.2010            | вища    | позапартійний          | м. Сміла Черкаська охоронна компанія, водій-охоронець |
| 2        | Кривошея Андрій Григорович    | 08.11.2010            | середня | позапартійний          | пенсіонер                                             |
| 3        | Вовк Меланія Андріянівна      | 08.11.2010            | вища    | позапартійна           | Сільська рада, секретар                               |
| 4        | Синільник Ірина Василівна     | 08.11.2010            | вища    | позапартійна           | Будинок культури, директор                            |
| 5        | Вовк Наталія Миколаївна       | 08.11.2010            | вища    | позапартійна           | Дитячий садок № 15, завідувачка                       |
| 6        | Соляр Оксана Василівна        | 08.11.2010            | вища    | позапартійна           | тимчасово не працює                                   |
| 7        | Каухов Анатолій Володимирович | 08.11.2010            | середня | позапартійний          | тимчасово не працює                                   |
| 8        | Мірошніченко Лідія Борисівна  | 08.11.2010            | середня | позапартійна           | тимчасово не працює                                   |
| 9        | Щербатюк Дмитро Григорович    | 08.11.2010            | вища    | позапартійний          | пенсіонер                                             |
| 10       | Онуфрак Галина Павлівна       | 08.11.2010            | вища    | позапартійна           | Сільська рада, бухгалтер                              |
| 11       | Щербатюк Меланія Миколаївна   | 08.11.2010            | вища    | позапартійна           | Червоний хрест, медсестра                             |
| 12       | Вітер Марія Миколаївна        | 08.11.2010            | вища    | позапартійна           | Сільська рада, спеціаліст землевпорядник              |
| 13       | Шарко Василь Степанович       | 08.11.2010            | середня | позапартійний          | Парафія Різдва Пресвятої Богородиці, священик         |
| 14       | Бондар Людмила Олексіївна     | 08.11.2010            | вища    | позапартійна           | Фельдшерський пункт, фельдшер                         |